# Gross out
Le gross out (« dégoûtant ») est un mouvement artistique (souvent avec des éléments comiques) qui vise à choquer les spectateurs par l'utilisation de contenu controversé (comme l'humour scatologique ou le fétichisme) qui peut être mal accueilli par le grand public. Ce mouvement n'est pas destiné à l'appréciateur d'art moyen.
L'un des exemples en France serait les films de Michaël Youn comme Les Onze Commandements (2004), Divorce Club (2020), ou BDE (2023).

## Cinéma

### Caractéristiques
Le gross out est un sous-genre de comédies dans lesquelles les réalisateurs emploient un humour volontairement « de mauvais goût » ou même carrément dégoûtant. Cela implique généralement de la nudité gratuite, une agressivité irréaliste envers des biens ou une joie à observer le malheur d'autrui. Les films s'adressent généralement à un public jeune, âgé entre 18 et 24 ans. L'un des avantages de ce genre est qu'il constitue un moyen peu coûteux de réaliser un film populaire et de susciter l'attention des médias.

### Histoire
Aux États-Unis, à la suite de l'abolition du code Hays dans l'industrie cinématographique et à son remplacement par le référencement cinématographique de la Motion Picture Association of America à la fin des années 1960, certains cinéastes commencent à expérimenter des comédies subversives, qui traitent explicitement de sujets tabous tels que le sexe et d'autres fonctions corporelles. Des exemples notables incluent Pink Flamingos en 1972 (dans lequel le personnage central mange des excréments de chien) et d'autres films de John Waters, ainsi que la comédie à sketchs Faites-le avec les doigts (en) de 1974. À mesure que ces films émergent des mouvements de contre-culture et gagnent un certain succès auprès du public, ils inspirent davantage de films grand public. Cependant, bien avant le code Hays, les premiers réalisateurs du temps du muet avaient déjà produit plusieurs comédies gross out, au mépris des premiers critiques de cinéma. Un tel exemple est le film perdu Nell's Eugenic Wedding (en) avec Fay Tincher et Tod Browning.
Le terme gross out est utilisé pour la première fois par les médias grand public pour le film American College (1978) du magazine National Lampoon, une comédie sur les fraternités dans les universités américaines. Son humour inclut l'utilisation explicite de fonctions corporelles (comme le vomissement de projectiles). C'est un grand succès au box-office malgré des coûts de production limités et lance ainsi un genre cinématographique. Depuis lors, les films gross out ont augmenté en nombre et sont devenus presque la norme des comédies américaines. Certains films de ce genre peuvent s'adresser à un public adolescent (comme SuperGrave, Porky's, American Pie ou Eurotrip), tandis que d'autres s'adressent à un public un peu plus mature (comme Borat, Very Bad Trip, Serial noceurs ou Sasquatch Sunset).

## Théâtre
Le théâtre gross out est pratiqué sur scène, notamment au Festival d'Édimbourg. Cependant, il est également présent dans les théâtres britanniques.
Les meilleurs exemples de ce qui précède est la version scénique du roman Trainspotting du dramaturge et auteur à succès Irvine Welsh ; la comédie musicale controversée new-yorkaise Urinetown (en) de Kotis et Hollmann ; la comédie musicale anarchique scandaleuse de schlockomedy (comédie d'horreur de choc) sur un centre d'emploi de Manchester Restart de Komedy Kollective et les prestations d'un autre groupe basé au Royaume-Uni, Forced Entertainment, qui a conçu le théâtre iconique gorefest Bloody Mess.

## Art
Le dessinateur américain Basil Wolverton a inventé un style d'illustration caractéristique nommé « spaghetti et boulettes de viande ».
Divers artistes ont contribué à créer une scène artistique florissante, qui a débuté principalement dans les années 1990, dont le plus célèbre est Damien Hirst,  connu pour avoir enfermé du bétail mutilé et en décomposition dans du formaldéhyde, et pour avoir créé des œuvres d'art d'espèces marines menacées telles que les requins dans du formaldéhyde, et Tracey Emin, dont l'exposition d'un lit défait présentait des tampons usagés, des préservatifs et des sous-vêtements tachés de sang .

## Musique
Les thèmes gross out sont courants dans les genres musicaux populaires, tels que le hip-hop et le hard rock, où la valeur de choc contribue à créer de la notoriété. Ces groupes incluent Gwar, Cannibal Corpse and Agoraphobic Nosebleed.
GG Allin était tristement célèbre pour ses performances musicales transgressives, qui consistait notamment à manger des excréments, à se mutiler et à attaquer des membres du public.
Des thèmes similaires sont également parfois véhiculés dans des clips, comme Gross Out, un single du groupe de rock The Vines.